# Веккьярелли, Одоардо
Одоардо Веккьярелли (итал. Odoardo Vecchiarelli; 1613, Риети, Папская область — 31 июля 1667, Рим, Папская область) — итальянский куриальный кардинал. Епископ Рьети с 5 мая 1660 по 31 июля 1667. Кардинал in pectore с 29 апреля 1658 по 5 апреля 1660. Кардинал-священник с 5 апреля 1660, с титулярной диаконией Санти-Козма-э-Дамиано с 19 апреля 1660 по 31 июля 1667.